# Négyfoltos cserjecincér
A négyfoltos cserjecincér (Cortodera humeralis) a cincérfélék családjába tartozó, Európában honos, lombos fákon élő bogárfaj. 

## Megjelenése
A négyfoltos cserjecincér testhossza 7-12 mm. Az előtor oldalvonalai felülnézetben ívesek, alsó peremüknél kiállóak; a szárnyfedők oldalvonalai párhuzamosak. Alapszíne fekete, a combok töve sárga. Szárnyfedői teljesen feketék vagy barnássárgák (utóbbi esetben varratuk sötét), a vállbütykön és a pajzsocska mellett két-két sárga folt található. A fej és az előtor sűrű, sárga szőrei lesimulók, a szárnyfedőkön vörösesek, ritkábbak, kissé sörteszerűen felállóak. Az előtor közepén hosszant bemélyedés látható, de nincs rajta sima, fénylő középvonal.  A szárnyfedők pontozása elöl durva és sűrű, hátrafelé fokozatosan finomabb, míg a csúcson elenyésző és ráspolyszerű.

### Hasonló fajok
A fenyves-cserjecincérnek nincsenek foltjai a szárnyfedőin és fenyők körül található.  

## Elterjedése és életmódja
Európában honos, a Pireneusoktól Ukrajnáig. A Brit-szigetekről és Skandináviából hiányzik. Magyarországon a hegy- és dombvidékek erdeiben gyakori faj.  
Elsősorban a száraz, meleg tölgyesek, erdőssztyeppek lakója. Lárvája lombos erdők talajának felső rétegében él, ahol ágak, gyökerek, makkok korhadó maradványaival táplálkozik. Fejlődése egy évig tart, ősszel bábkamrát készít a talajban, áttelel és tavasszal bebábozódik. Az imágó áprilistól júniusig rajzik. Nappal aktív, főleg virágzó tölgyön, berkenyén, galagonyán található meg. 

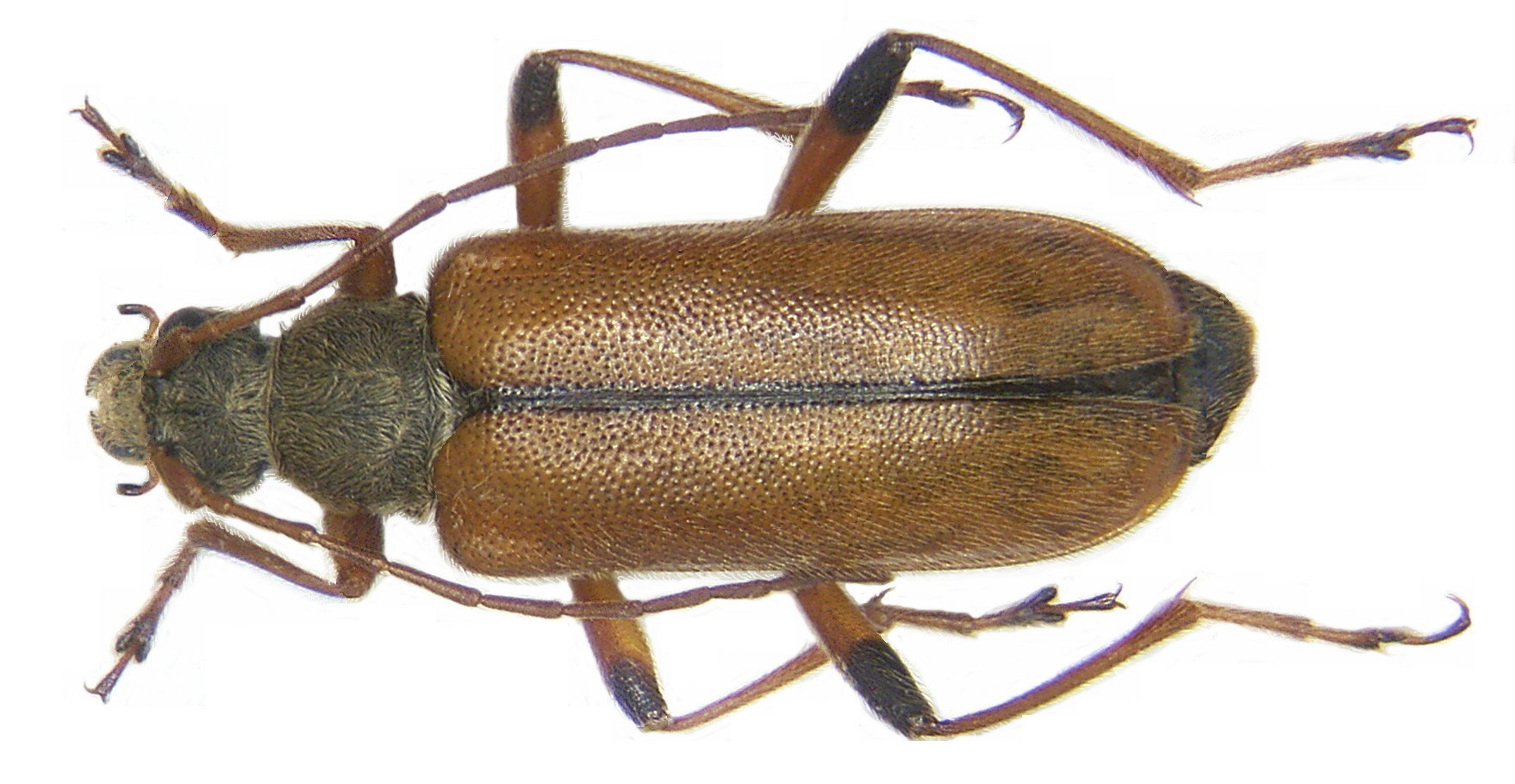
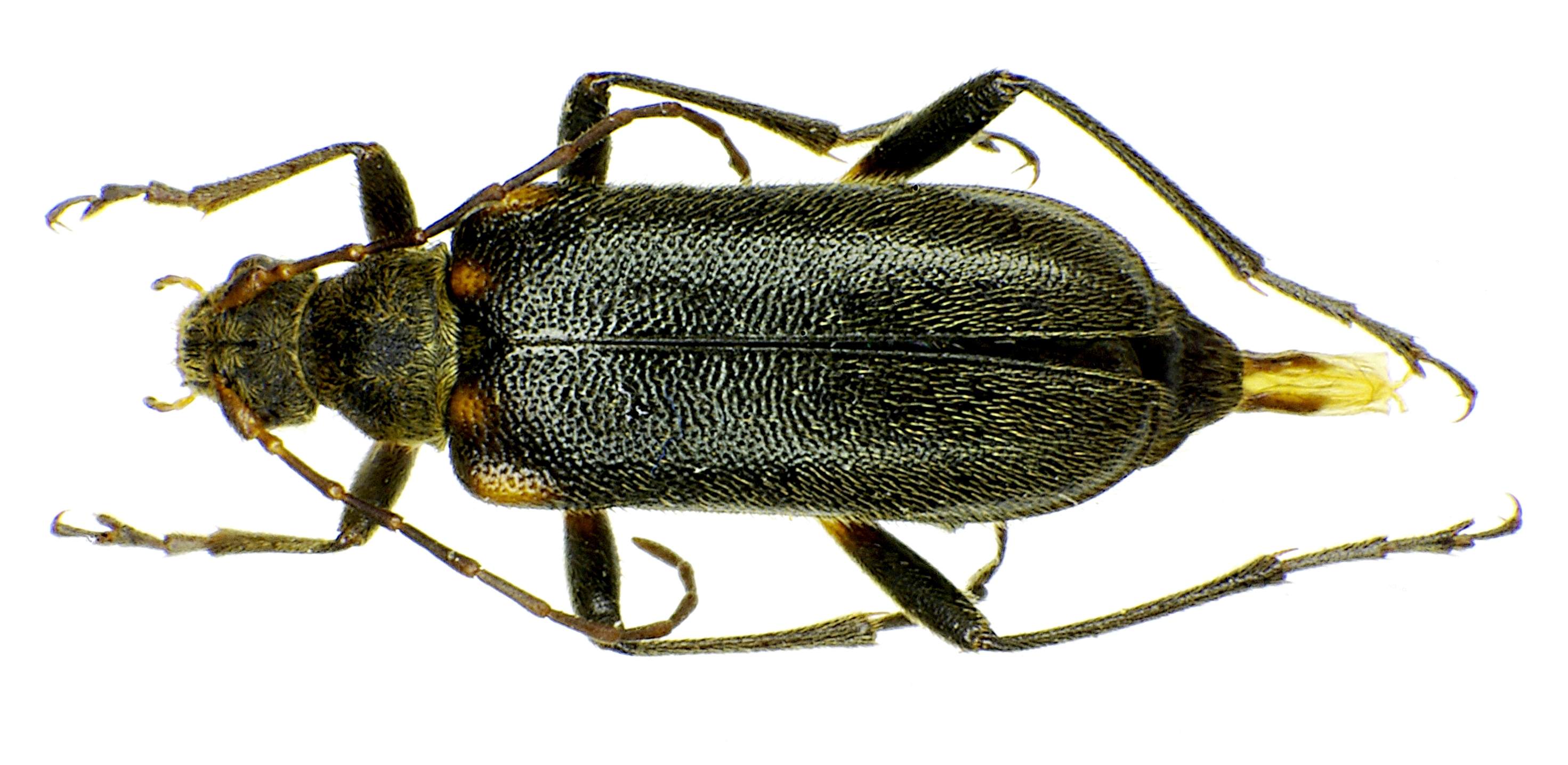
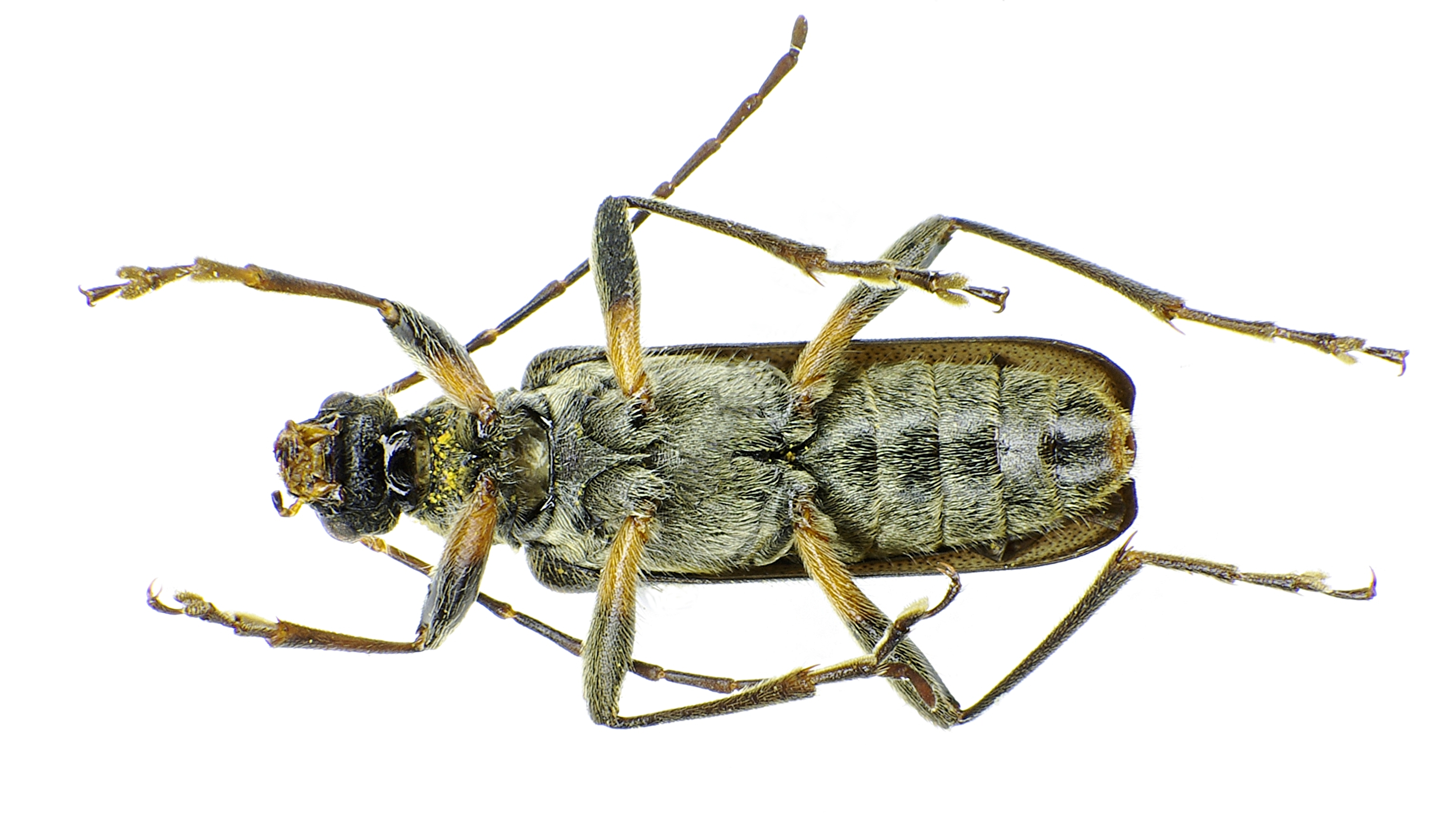
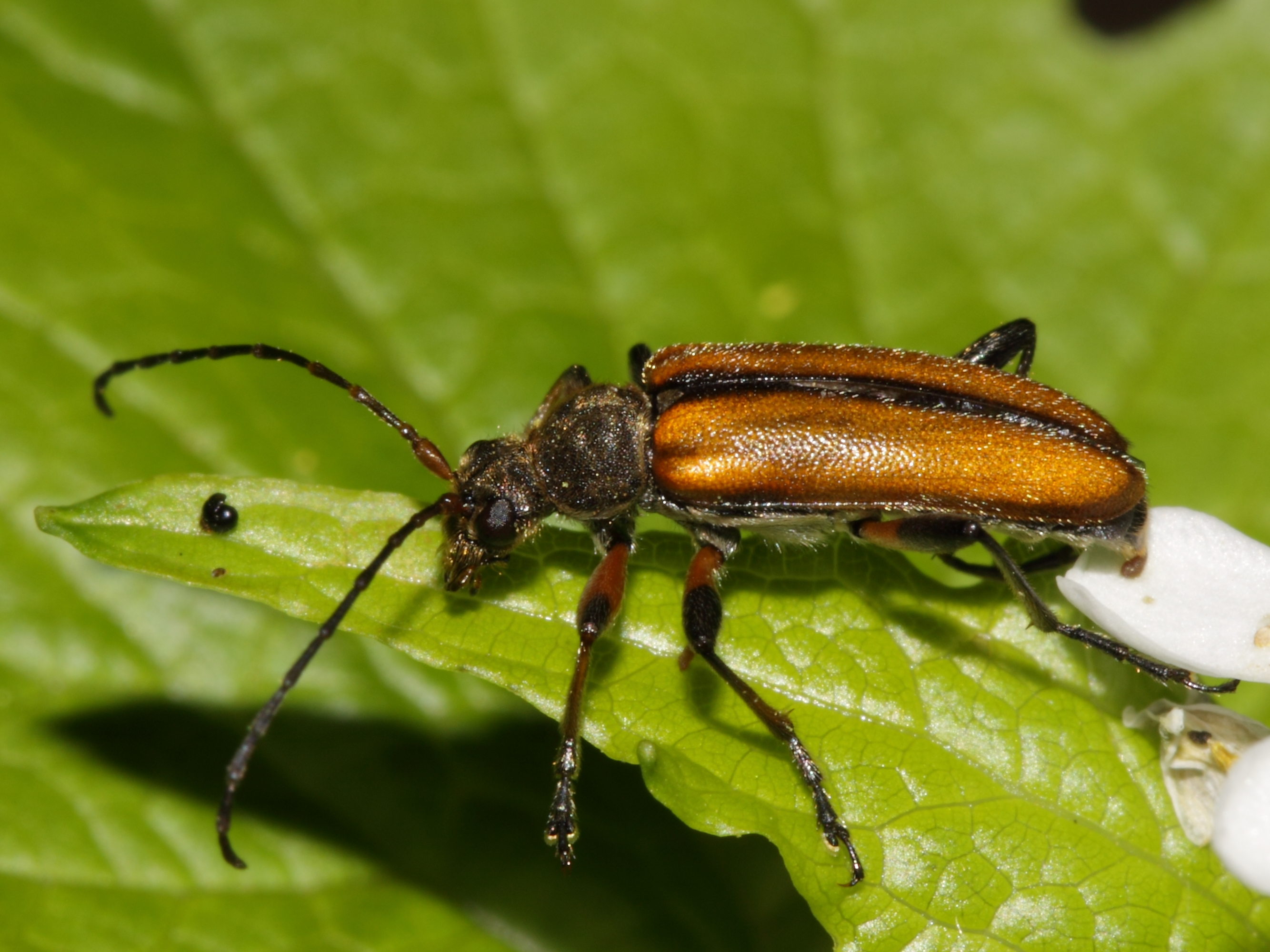

Magyarországon nem védett.